# Venera 7
La sonda Venera 7 (en rus, Венера-7) del programa espacial soviètic Venera es va convertir en la primera nau espacial en un altre planeta. L'any 1970, la sonda va fer el seu primer aterratge controlat a la superfície del planeta Venus. Altres sondes s'havien estavellat a la Lluna (1959, Luna 2) i a Venus (1966, Venera 3) després d'enviar dades durant la seva caiguda.

## Disseny
La sonda va ser dissenyada per a poder sobreviure a una pressió de fins a 180 bar (18.000 kPa) i temperatures de 580 ° C (1.076 ° F), presents a la superfície de Venus. Aquesta resistència era significativament superior a la que s'esperava que es trobés, ja que no se sabia del cert quines eren les temperatures i la pressió superficials de Venus amb exactitud. La incertesa va fer que els dissenyadors optessin per ampliar el marge d'error. El grau de resistència va afegir massa a la sonda i va limitar la quantitat de massa disponible per als instruments científics, tant a la sonda mateixa com al bus interplanetari.

## La missió

### Llançament
La sonda va ser llançada des de la Terra el 17 d'agost de 1970, a les 05:38 UTC. Consistia en un bús interplanetari basat en el sistema 3MV i una sonda. Durant el vol a Venus es van realitzar dues correccions en el curs utilitzant el motor KDU-414 que hi havia instal·lat a bord del bús.

### Aterratge
El Venera 7 va entrar a l'atmosfera de Venus el 15 de desembre de 1970. La sonda va romandre unida al bus interplanetari durant les etapes inicials d'entrada a l'atmosfera amb l'objectiu de mantenir una temperatura freda del mòdul (-8 ° C) durant el major temps possible. El mòdul d'aterratge va ser explusat un cop el soroll atmosfèric va trencar el bloqueig del bus interplanetario amb la Terra. El paracaigudes es va obrir a una alçada de 60 km i les proves atmosfèriques es van iniciar donant uns resultats que mostraven que l'atmosfera era en un 97% de diòxid de carboni. Sembla que el paracaigudes no va acabar de funcionar com calia, cosa que va provocar un descens més ràpid del previst. Com a resultat, la sonda va colpejar la superfície de Venus a uns 16,5 m / s (37 mph) a les 05:37:10 UTC. Les coordenades d'aterratge van ser 5 ° S 351 ° E.
La sonda va semblar que es va quedar en silenci debut a l'impacte, però les cintes de gravació van continuar rodant. Unes setmanes més tard, després que l'astrònom Oleg Rzhiga hagués revisat les cintes, es van trobar uns altres 23 minuts de senyals molt febles. La nau espacial havia aterrat a Venus i probablement havia rebotat quedant tombada de costat, deixant l'antena d'abast mitjà mal encarada i sense poder transmetre un senyal fort a la Terra.
La sonda va transmetre informació a la Terra durant 53 minuts, dels quals 20 van ser des de la superfície. Es va poder mesurar que la temperatura a la superfície de Venus era de 475 ° C (887 ° F) ± 20 ° C. Utilitzant la temperatura i els models de l'atmosfera es va calcular una pressió de 9 Megapascal ± 1,5 MPa. De la ràpida aturada de la nau espacial (des de la caiguda a estacionar-se dins de 0,2 segons), es va poder concloure que el mòdul havia tocat una superfície sòlida amb pocs nivells de pols.
La sonda va proporcionar informació sobre la superfície de Venus, que no es podia veure a través d'un gruix vel atmosfèric del planeta. La sonda va confirmar definitivament que els humans no podrien sobreviure a la superfície de Venus i van excloure la possibilitat de trobar-hi aigua líquida.